# Katrop
Katrop ist ein Ortsteil von Soest in Westfalen.

## Geographie
Das geschlossene Dorf liegt ca. drei Kilometer nördlich von Soest. Südwestlich benachbart ist Meckingsen, östlich der Ortsteil Thöningsen. Katrop hat 115 Einwohner (2008), d. h. 0,2 % der Einwohner der gesamten Stadt Soest, und ist damit ein kleinerer der Soester Ortsteile. Nur vier Ortsteile (Epsingsen, Paradiese, Ruploh, Röllingsen) haben weniger Einwohner. Im Dorf gibt es (2008) vier Vollerwerbsbauernhöfe.

## Geschichte
Im Mittelalter gehörte Katrop zur Herrlichkeit Hinderking und war als kölnisches Lehen im Besitz der Edelherren von Volmerstein. In Katrop befand sich das Hochgericht für dieses Herrschaftsgebiet, das unter der „Stammeslinde“ tagte.
Im Zweiten Weltkrieg litt Katrop besonders unter einem Luftangriff der Alliierten auf Soest, da zum Angriffszeitpunkt sehr schlechte Wetterverhältnisse herrschten. Insgesamt fanden zwei Bombenangriffe statt, bei denen Bomben auf Katrop fielen. Erst im Jahre 1944 wurde in Katrop eine Flak-Batterie stationiert, welche allerdings nicht mehr zum Einsatz kam. Noch im Jahr 2002 wurden bei der Aktion „Stark-Sauber-Soest“ zwei nicht gezündete Brandbomben in einem Graben gefunden.
Seit der Gemeindegebietsreform, die am 1. Juli 1969 in Kraft trat, ist Katrop ein Ortsteil von Soest.

### Name
Der Ortsname Katrop mit westfälischem -trop/-trup = „-dorf“ kann entsprechend mit Ka(t)-dorf wiedergegeben werden. Historisch leitet sich die erste Silbe von Katerbecke (belegt 1202 als Caterbeke und 1209 als Katerbecke) ab, wobei die zweite Silbe des Herkunftsworts -be(c)k(e) für „-bach“ bzw. „Wasserlauf“ steht (örtlich belegt als „Katerbieke“, vgl. für die Bildung mit be(c)k(e) zahlreiche Ortsnamen besonders im Sauerland). Aus „Katerbach“ wurde also „Katerdorf“.

## Belege
1. ↑  Zahlen nach: Statistik – Info der Stadt Soest (Memento des Originals vom 14. Mai 2011 im Internet Archive)  Info: Der Archivlink wurde automatisch eingesetzt und noch nicht geprüft. Bitte prüfe Original- und Archivlink gemäß Anleitung und entferne dann diesen Hinweis.
2. ↑  Siehe hier: Adelbert Graf von der Recke von Volmerstein: Lehndienst und adelige Wirtschaftsführung im Spätmittelalter, dargestellt am Leben Dietrichs von Volmerstein. Dissertation Heidelberg 2002, S. 148–149
3. ↑  Martin Bünermann: Die Gemeinden des ersten Neugliederungsprogramms in Nordrhein-Westfalen. Deutscher Gemeindeverlag, Köln 1970, S. 92.
4. ↑  Michael Flöer, Claudia Maria Korsmeier: Die Ortsnamen des Kreises Soest (= Westfälisches Ortsnamenbuch (WOB), Band 1). Verlag für Regionalgeschichte, Bielefeld 2009, ISBN 978-3-89534-791-7, S. 274 (Digitalisat).
5. ↑  Ebd, sowie vgl. H. Jellinghaus: Die westfälischen Ortsnamen nach ihren Grundwörtern. Kiel/Leipzig 1896, S. 147 (Text hier einsehbar).
6. ↑  Siehe hier: Adelbert Graf von der Recke von Volmerstein: Lehndienst und adelige Wirtschaftsführung im Spätmittelalter, dargestellt am Leben Dietrichs von Volmerstein. Dissertation Heidelberg 2002, S. 148.